# Tweede Kamerverkiezingen in het kiesdistrict Gouda (1850-1888)
Tweede Kamerverkiezingen in het kiesdistrict Gouda (1850-1888) geeft een overzicht van verkiezingen voor de Nederlandse Tweede Kamer in het kiesdistrict Gouda in de periode 1850-1888.
Het kiesdistrict Gouda was al ingesteld in 1848. De indeling van het kiesdistrict werd in 1850 gewijzigd bij de invoering van de Kieswet. Tot het kiesdistrict behoorden vanaf dat moment de volgende gemeenten: Achttienhoven, Ammerstol, Barwoutswaarder, Benschop, Bergambacht, Bergschenhoek, Berkel en Rodenrijs, Berkenwoude, Bleiswijk, Boskoop, Broek, Cabauw, Capelle aan den IJssel, Gouda, Gouderak, 's-Gravesloot, Groot-Ammers, Haastrecht, Harmelen, Hekendorp, Hillegersberg, Hoenkoop, Jaarsveld, Kamerik Houtdijken, Kamerik Mijzijde, Kockengen, Kralingen, Krimpen aan de Lek, Krimpen aan den IJssel, Lange Ruige Weide, Langerak, Lekkerkerk, Linschoten, Lopik, Middelburg, Mijdrecht, Moerkapelle, Montfoort, Moordrecht, Nieuwerkerk aan den IJssel, Nieuwkoop,  Nieuwpoort, Noord-Polsbroek, Noord-Waddinxveen, Ouderkerk aan den IJssel, Oudewater, Oudhuizen, Oukoop, Papekop, Reeuwijk, Rietveld, Schoonhoven, Sluipwijk, Snelrewaard, Stein, Stolwijk, Stormpolder, Teckop, Tempel, Vinkeveen en Waverveen, Vlist, Waarder, Willige Langerak, Wilnis, Woerden, Zegveld, Zegwaart, Zevender, Zevenhoven, Zevenhuizen, Zoetermeer, Zuid-Polsbroek, Zuid-Waddinxveen en Zuidbroek.
In 1858 werd de indeling van het kiesdistrict gewijzigd. De gemeenten Berkel en Rodenrijs, Bleiswijk, Boskoop, Moerkapelle, Zegwaart, Zevenhuizen en Zoetermeer werden toegevoegd aan het kiesdistrict Delft en de gemeenten Bergschenhoek, Hillegersberg en Kralingen aan het kiesdistrict Rotterdam. Een gedeelte van het kiesdistrict Leiden (de gemeenten Aarlanderveen, Alphen, Bodegraven en Zwammerdam) werd toegevoegd aan het kiesdistrict Gouda.
In 1869 werd de indeling van het kiesdistrict wederom gewijzigd. De gemeenten Benschop, Groot-Ammers, Hoenkoop, Jaarsveld, Langerak, Lopik, Nieuwpoort, Polsbroek en Willige Langerak werden toegevoegd aan het kiesdistrict Gorinchem. Een gedeelte van de kiesdistricten Leiden (de gemeente Boskoop) en Utrecht (de gemeenten Veldhuizen en Willeskop) werd toegevoegd aan het kiesdistrict Gouda.
In 1878 werd de indeling van het kiesdistrict wederom gewijzigd. De gemeenten Mijdrecht en Wilnis werden toegevoegd aan het kiesdistrict Haarlemmermeer, de gemeente Vinkeveen en Waverveen aan het kiesdistrict Hilversum, de gemeente Zevenhoven aan het kiesdistrict Leiden en de gemeenten Harmelen, Kamerik en Kockengen aan het kiesdistrict Utrecht.
Het kiesdistrict Gouda was in deze periode een meervoudig kiesdistrict: het vaardigde twee leden af naar de Tweede Kamer. Om de twee jaar trad een van de leden af; er werd dan een periodieke verkiezing gehouden voor de vrijgevallen zetel. Bij algemene verkiezingen (na ontbinding van de Tweede Kamer) bracht elke kiezer twee stemmen uit. Om in de eerste verkiezingsronde gekozen te worden moest een kandidaat minimaal de districtskiesdrempel behalen; indien nodig werd een tweede ronde gehouden.
Legenda
- cursief: in de eerste verkiezingsronde geplaatst voor de tweede ronde;
- vet: gekozen als lid van de Tweede Kamer.

## 27 augustus 1850
De verkiezingen waren algemene verkiezingen; zij werden gehouden na ontbinding van de Tweede Kamer na inwerkingtreding van de Kieswet.
|                         | 27 augustus |
| ----------------------- | ----------- |
| Kiesgerechtigden        | 2.881       |
| Opkomst                 | 1.956       |
| Geldige stemmen         | 3.847       |
| Blanco stemmen          | 49          |
| Kiesdrempel             | 962         |
| Kandidaten              |             |
| G.M. van der Linden     | 1.087       |
| K.A. Poortman           | 848         |
| E.C.U. van Doorn        | 773         |
| Æ. Mackay               | 634         |
| E.C. Büchner            | 185         |
| L. Metman               | 130         |
| G. Groen van Prinsterer | 77          |

## 13 september 1850
Karel Poortman was bij de verkiezingen van 27 augustus 1850 tevens kandidaat in het kiesdistrict Delft, waar hij gekozen werd. De tweede ronde van de verkiezingen in Gouda kon daarom niet plaatsvinden. Als gevolg hiervan werd in Gouda voor de ontstane vacature een naverkiezing gehouden.
|                     | 13 september | 25 september |
| ------------------- | ------------ | ------------ |
| Kiesgerechtigden    | 2.881        | 2.881        |
| Opkomst             | 1.798        | 1.595        |
| Geldige stemmen     | 1.788        | 1.584        |
| Blanco stemmen      | 1            | 4            |
| Kandidaten          |              |              |
| L. Metman           | 852          | 996          |
| Æ. Mackay           | 453          | 588          |
| E.C. Büchner        | 148          |              |
| W.T. Gevers Deynoot | 120          |              |
| P.C. Schooneveld    | 102          |              |

## 8 juni 1852
De verkiezingen waren periodieke verkiezingen; zij werden gehouden vanwege de afloop van de zittingstermijn van een gekozen lid.
|                             | 8 juni | 22 juni |
| --------------------------- | ------ | ------- |
| Kiesgerechtigden            | 2.945  | 2.945   |
| Opkomst                     | 1.671  | 1.800   |
| Geldige stemmen             | 1.668  | 1.795   |
| Blanco stemmen              | 3      | 5       |
| Kandidaten                  |        |         |
| G.M. van der Linden         | 771    | 976     |
| G. Groen van Prinsterer     | 332    | 819     |
| W.M. de Brauw               | 166    |         |
| J.H. Gilquin                | 152    |         |
| S.H. van Hoogstraten        | 152    |         |
| A.H.J. Ravesteijn Medenblik | 31     |         |

## 17 mei 1853
De verkiezingen waren algemene verkiezingen; zij werden gehouden na ontbinding van de Tweede Kamer.
|                         | 17 mei |
| ----------------------- | ------ |
| Kiesgerechtigden        | 2.981  |
| Opkomst                 | 2.425  |
| Geldige stemmen         | 4.767  |
| Blanco stemmen          | 15     |
| Kiesdrempel             | 1.192  |
| Kandidaten              |        |
| W.M. de Brauw           | 1.443  |
| G. Groen van Prinsterer | 1.555  |
| L. Metman               | 795    |
| G.M. van der Linden     | 721    |

## 13 juni 1853
Guillaume Groen van Prinsterer was gekozen bij de verkiezingen van 17 mei 1853. Hij was echter ook gekozen in het kiesdistrict Zwolle, waarvoor hij opteerde. Om in de ontstane vacature te voorzien werd in Gouda een naverkiezing gehouden.
|                     | 13 juni | 28 juni |
| ------------------- | ------- | ------- |
| Kiesgerechtigden    | 2.981   | 2.981   |
| Opkomst             | 2.166   | 1.750   |
| Geldige stemmen     | 2.156   | 1.687   |
| Blanco stemmen      | 7       | 60      |
| Kandidaten          |         |         |
| M.A.F.H. Hoffmann   | 885     | 1.073   |
| J.W. Gefken         | 585     | 614     |
| L. Metman           | 345     |         |
| G.M. van der Linden | 310     |         |

## 13 juni 1854
De verkiezingen waren periodieke verkiezingen; zij werden gehouden vanwege de afloop van de zittingstermijn van een gekozen lid.
|                   | 13 juni |
| ----------------- | ------- |
| Kiesgerechtigden  | 2.981   |
| Opkomst           | 1.854   |
| Geldige stemmen   | 1.842   |
| Blanco stemmen    | 10      |
| Kandidaten        |         |
| M.A.F.H. Hoffmann | 1.127   |
| L. Metman         | 672     |

## 10 juni 1856
De verkiezingen waren periodieke verkiezingen; zij werden gehouden vanwege de afloop van de zittingstermijn van een gekozen lid.
|                  | 10 juni | 24 juni |
| ---------------- | ------- | ------- |
| Kiesgerechtigden | 3.123   | 3.123   |
| Opkomst          | 1.846   | 2.138   |
| Geldige stemmen  | 1.839   | 2.129   |
| Blanco stemmen   | 7       | 7       |
| Kandidaten       |         |         |
| W.M. de Brauw    | 710     | 1.108   |
| L. Metman        | 712     | 1.021   |
| J.W. Gefken      | 382     |         |

## 8 juni 1858
De verkiezingen waren periodieke verkiezingen; zij werden gehouden vanwege de afloop van de zittingstermijn van een gekozen lid.
|                   | 8 juni |
| ----------------- | ------ |
| Kiesgerechtigden  | 3.227  |
| Opkomst           | 1.675  |
| Geldige stemmen   | 1.665  |
| Blanco stemmen    | 6      |
| Kandidaten        |        |
| M.A.F.H. Hoffmann | 989    |
| L. Metman         | 648    |

## 12 juni 1860
De verkiezingen waren periodieke verkiezingen; zij werden gehouden vanwege de afloop van de zittingstermijn van een gekozen lid.
|                      | 12 juni |
| -------------------- | ------- |
| Kiesgerechtigden     | 3.102   |
| Opkomst              | 1.240   |
| Geldige stemmen      | 1.209   |
| Blanco stemmen       | 31      |
| Kandidaten           |         |
| W.M. de Brauw        | 915     |
| A. Jongkindt Coninck | 272     |

## 18 juni 1861
Willem de Brauw, gekozen bij de verkiezingen van 12 juni 1860, trad op 15 mei 1861 af vanwege zijn benoeming als Officier van Justitie bij de arrondissementsrechtbank van 's-Gravenhage. Om in de ontstane vacature te voorzien werd een tussentijdse verkiezing gehouden.
|                  | 18 juni |
| ---------------- | ------- |
| Kiesgerechtigden | 3.289   |
| Opkomst          | 1.073   |
| Geldige stemmen  | 1.048   |
| Blanco stemmen   | 20      |
| Kandidaten       |         |
| W.M. de Brauw    | 954     |

## 10 juni 1862
De verkiezingen waren periodieke verkiezingen; zij werden gehouden vanwege de afloop van de zittingstermijn van een gekozen lid.
|                   | 10 juni |
| ----------------- | ------- |
| Kiesgerechtigden  | 3.289   |
| Opkomst           | 1.847   |
| Geldige stemmen   | 1.843   |
| Blanco stemmen    | 3       |
| Kandidaten        |         |
| M.A.F.H. Hoffmann | 1.080   |
| P.F. Hubrecht     | 603     |
| S. van Heemstra   | 134     |

## 14 juni 1864
De verkiezingen waren periodieke verkiezingen; zij werden gehouden vanwege de afloop van de zittingstermijn van een gekozen lid.
|                  | 14 juni |
| ---------------- | ------- |
| Kiesgerechtigden | 3.414   |
| Opkomst          | 2.380   |
| Geldige stemmen  | 2.373   |
| Blanco stemmen   | 5       |
| Kandidaten       |         |
| W.M. de Brauw    | 1.281   |
| J.B.L. Wentholt  | 1.001   |
| J. Voorhoeve     | 63      |

## 12 juni 1866
De verkiezingen waren periodieke verkiezingen; zij werden gehouden vanwege de afloop van de zittingstermijn van een gekozen lid.
|                     | 12 juni |
| ------------------- | ------- |
| Kiesgerechtigden    | 3.528   |
| Opkomst             | 1.849   |
| Geldige stemmen     | 1.838   |
| Blanco stemmen      | 7       |
| Kandidaten          |         |
| M.A.F.H. Hoffmann   | 1.162   |
| W.T. Gevers Deynoot | 636     |

## 30 oktober 1866
De verkiezingen waren algemene verkiezingen; zij werden gehouden na ontbinding van de Tweede Kamer.
|                                 | 30 oktober | 13 november |
| ------------------------------- | ---------- | ----------- |
| Kiesgerechtigden                | 3.528      | 3.528       |
| Opkomst                         | 2.637      | 2.162       |
| Geldige stemmen                 | 5.189      | 2.141       |
| Blanco stemmen                  | 65         | 14          |
| Kiesdrempel                     | 1.297      | 1.071       |
| Kandidaten                      |            |             |
| M.A.F.H. Hoffmann               | 1.554      |             |
| W.M. de Brauw                   | 1.261      | 1.323       |
| W.T. Gevers Deynoot             | 834        | 818         |
| P.P. van Bosse                  | 830        |             |
| L.W.C. Keuchenius               | 291        |             |
| J.L. Bernhardi                  | 168        |             |
| W.R. van Tuyll van Serooskerken | 151        |             |

## 22 januari 1868
De verkiezingen waren algemene verkiezingen; zij werden gehouden na ontbinding van de Tweede Kamer.
|                                 | 22 januari |
| ------------------------------- | ---------- |
| Kiesgerechtigden                | 3.548      |
| Opkomst                         | 2.010      |
| Geldige stemmen                 | 3.999      |
| Blanco stemmen                  | 21         |
| Kiesdrempel                     | 1.000      |
| Kandidaten                      |            |
| M.A.F.H. Hoffmann               | 1.289      |
| W.M. de Brauw                   | 1.006      |
| P.P. van Bosse                  | 668        |
| W.T. Gevers Deynoot             | 643        |
| G. Groen van Prinsterer         | 267        |
| J.L. Bernhardi                  | 59         |
| W.R. van Tuyll van Serooskerken | 41         |

## 8 juni 1869
De verkiezingen waren periodieke verkiezingen; zij werden gehouden vanwege de afloop van de zittingstermijn van een gekozen lid.
|                  | 8 juni | 22 juni |
| ---------------- | ------ | ------- |
| Kiesgerechtigden | 3.200  | 3.200   |
| Opkomst          | 2.414  | 2.643   |
| Geldige stemmen  | 2.397  | 2.634   |
| Blanco stemmen   | 9      | 9       |
| Kandidaten       |        |         |
| W.M. de Brauw    | 1.122  | 1.597   |
| J. Bosscha       | 1.066  | 1.037   |
| J. de Neufville  | 205    |         |

## 13 juni 1871
De verkiezingen waren periodieke verkiezingen; zij werden gehouden vanwege de afloop van de zittingstermijn van een gekozen lid.
|                   | 13 juni |
| ----------------- | ------- |
| Kiesgerechtigden  | 3.363   |
| Opkomst           | 1.707   |
| Geldige stemmen   | 1.687   |
| Blanco stemmen    | 15      |
| Kandidaten        |         |
| M.A.F.H. Hoffmann | 985     |
| J.B.L. Wentholt   | 657     |

## 10 juni 1873
De verkiezingen waren periodieke verkiezingen; zij werden gehouden vanwege de afloop van de zittingstermijn van een gekozen lid.
|                  | 10 juni | 24 juni |
| ---------------- | ------- | ------- |
| Kiesgerechtigden | 3.448   | 3.448   |
| Opkomst          | 1.910   | 1.983   |
| Geldige stemmen  | 1.903   | 1.953   |
| Blanco stemmen   | 8       | 31      |
| Kandidaten       |         |         |
| W.M. de Brauw    | 740     | 1.035   |
| A. Kuyper        | 592     | 918     |
| J.T. Buys        | 564     |         |

## 6 januari 1874
Mari Hoffmann, gekozen bij de verkiezingen van 13 juni 1871, trad op 8 december 1873 af vanwege leeftijdsredenen. Om in de ontstane vacature te voorzien werd een tussentijdse verkiezing gehouden.
|                             | 6 januari | 20 januari |
| --------------------------- | --------- | ---------- |
| Kiesgerechtigden            | 3.448     | 3.448      |
| Opkomst                     | 2.324     | 2.768      |
| Geldige stemmen             | 2.317     | 2.756      |
| Blanco stemmen              | 5         | 14         |
| Kandidaten                  |           |            |
| A. Kuyper                   | 767       | 1.504      |
| H.C. Verniers van der Loeff | 957       | 1.252      |
| J. Heemskerk                | 392       |            |
| W. van Goltstein            | 197       |            |

## 13 februari 1874
Willem de Brauw, gekozen bij de verkiezingen van 10 juni 1873, overleed op 17 januari 1874. Om in de ontstane vacature te voorzien werd een tussentijdse verkiezing gehouden.
|                             | 13 februari | 27 februari |
| --------------------------- | ----------- | ----------- |
| Kiesgerechtigden            | 3.448       | 3.448       |
| Opkomst                     | 2.598       | 2.666       |
| Geldige stemmen             | 2.586       | 2.658       |
| Blanco stemmen              | 5           | 4           |
| Kandidaten                  |             |             |
| M. Bichon van IJsselmonde   | 911         | 1.645       |
| H.C. Verniers van der Loeff | 985         | 1.013       |
| H.J. van der Heim           | 686         |             |

## 8 juni 1875
De verkiezingen waren periodieke verkiezingen; zij werden gehouden vanwege de afloop van de zittingstermijn van een gekozen lid.
|                  | 8 juni |
| ---------------- | ------ |
| Kiesgerechtigden | 3.615  |
| Opkomst          | 2.759  |
| Geldige stemmen  | 2.750  |
| Blanco stemmen   | 7      |
| Kandidaten       |        |
| A. Kuyper        | 1.528  |
| J.G. Patijn      | 1.216  |

## 12 juni 1877
Abraham Kuyper, gekozen bij de verkiezingen van 8 juni 1875, trad af op 1 juni 1877. Om in de ontstane vacature te voorzien werd een tussentijdse verkiezing gehouden.
|                  | 12 juni |
| ---------------- | ------- |
| Kiesgerechtigden | 3.717   |
| Opkomst          | 2.261   |
| Geldige stemmen  | 2.238   |
| Blanco stemmen   | 12      |
| Kandidaten       |         |
| J.G. Patijn      | 1.132   |
| T.C.L. Wijnmalen | 1.092   |

De verkiezingen waren periodieke verkiezingen; zij werden gehouden vanwege de afloop van de zittingstermijn van een gekozen lid.
|                           | 12 juni |
| ------------------------- | ------- |
| Kiesgerechtigden          | 3.717   |
| Opkomst                   | 2.258   |
| Geldige stemmen           | 2.253   |
| Blanco stemmen            | 2       |
| Kandidaten                |         |
| M. Bichon van IJsselmonde | 1.189   |
| P.P. van Bosse            | 1.037   |

## 10 juni 1879
De verkiezingen waren periodieke verkiezingen; zij werden gehouden vanwege de afloop van de zittingstermijn van een gekozen lid.
|                         | 10 juni | 24 juni |
| ----------------------- | ------- | ------- |
| Kiesgerechtigden        | 3.649   | 3.649   |
| Opkomst                 | 2.303   | 2.535   |
| Geldige stemmen         | 2.295   | 2.485   |
| Blanco stemmen          | 6       | 42      |
| Kandidaten              |         |         |
| J.G. Patijn             | 1.027   | 1.395   |
| A.F. de Savornin Lohman | 806     | 1.090   |
| C.A.H. Barge            | 445     |         |

## 14 juni 1881
De verkiezingen waren periodieke verkiezingen; zij werden gehouden vanwege de afloop van de zittingstermijn van een gekozen lid.
|                            | 14 juni |
| -------------------------- | ------- |
| Kiesgerechtigden           | 3.806   |
| Opkomst                    | 2.904   |
| Geldige stemmen            | 2.895   |
| Blanco stemmen             | 7       |
| Kandidaten                 |         |
| M. Bichon van IJsselmonde  | 1.645   |
| A.A. van Bergen IJzendoorn | 1.243   |

## 7 november 1882
Jacob Patijn, gekozen bij de verkiezingen van 10 juni 1879, trad op 10 oktober 1882 af vanwege zijn benoeming als burgemeester van 's-Gravenhage. Om in de ontstane vacature te voorzien werd een tussentijdse verkiezing gehouden.
|                         | 7 november |
| ----------------------- | ---------- |
| Kiesgerechtigden        | 3.839      |
| Opkomst                 | 2.614      |
| Geldige stemmen         | 2.595      |
| Blanco stemmen          | 17         |
| Kandidaten              |            |
| K.A. Godin de Beaufort  | 1.690      |
| J. Fortuijn Droogleever | 887        |

## 12 juni 1883
De verkiezingen waren periodieke verkiezingen; zij werden gehouden vanwege de afloop van de zittingstermijn van een gekozen lid.
|                        | 12 juni |
| ---------------------- | ------- |
| Kiesgerechtigden       | 3.874   |
| Opkomst                | 2.658   |
| Geldige stemmen        | 2.650   |
| Blanco stemmen         | 7       |
| Kandidaten             |         |
| K.A. Godin de Beaufort | 1.646   |
| W. Thorbecke           | 999     |

## 30 oktober 1883
Marinus Bichon van IJsselmonde, gekozen bij de verkiezingen van 14 juni 1881, trad op 30 september 1883 af vanwege zijn verkiezing tot lid van Provinciale Staten van Zuid-Holland. Om in de ontstane vacature te voorzien werd een tussentijdse verkiezing gehouden.
|                  | 30 oktober |
| ---------------- | ---------- |
| Kiesgerechtigden | 3.874      |
| Opkomst          | 2.366      |
| Geldige stemmen  | 2.360      |
| Blanco stemmen   | 4          |
| Kandidaten       |            |
| U.H. Huber       | 1.484      |
| W. Thorbecke     | 871        |

## 28 oktober 1884
De verkiezingen waren algemene verkiezingen; zij werden gehouden na ontbinding van de Tweede Kamer.
|                        | 28 oktober |
| ---------------------- | ---------- |
| Kiesgerechtigden       | 3.904      |
| Opkomst                | 2.944      |
| Geldige stemmen        | 5.853      |
| Blanco stemmen         | 33         |
| Kiesdrempel            | 1.463      |
| Kandidaten             |            |
| K.A. Godin de Beaufort | 1.766      |
| U.H. Huber             | 1.738      |
| J. van der Breggen     | 1.177      |
| A.J. Roest             | 1.164      |

## 15 juni 1886
De verkiezingen waren algemene verkiezingen; zij werden gehouden na ontbinding van de Tweede Kamer.
|                         | 15 juni |
| ----------------------- | ------- |
| Kiesgerechtigden        | 4.183   |
| Opkomst                 | 3.610   |
| Geldige stemmen         | 7.184   |
| Blanco stemmen          | 14      |
| Kiesdrempel             | 1.796   |
| Kandidaten              |         |
| K.A. Godin de Beaufort  | 1.969   |
| U.H. Huber              | 1.956   |
| A.J. Roest              | 1.632   |
| J. Fortuijn Droogleever | 1.612   |

## 1 september 1887
De verkiezingen waren algemene verkiezingen; zij werden gehouden na ontbinding van de Tweede Kamer.
|                         | 1 september |
| ----------------------- | ----------- |
| Kiesgerechtigden        | 4.127       |
| Opkomst                 | 2.875       |
| Geldige stemmen         | 5.736       |
| Blanco stemmen          | 14          |
| Kiesdrempel             | 1.434       |
| Kandidaten              |             |
| K.A. Godin de Beaufort  | 1.659       |
| U.H. Huber              | 1.654       |
| A.J. Roest              | 1.201       |
| J. Fortuijn Droogleever | 1.189       |

## Voortzetting
Na de grondwetsherziening van 1887 werden de meervoudige kiesdistricten opgeheven; het kiesdistrict Gouda werd derhalve omgezet in een enkelvoudig kiesdistrict. De gemeenten Ammerstol, Aarlanderveen, Alphen, Barwoutswaarder, Bergambacht, Berkenwoude, Bodegraven, Haastrecht, Hekendorp, Lange Ruige Weide, Oudewater, Papekop, Reeuwijk, Rietveld, Schoonhoven, Stolwijk, Vlist, Waarder, Woerden en Zwammerdam werden toegevoegd aan het kiesdistrict Bodegraven, de gemeenten Linschoten, Veldhuizen en Zegveld aan het kiesdistrict Breukelen, de gemeente Capelle aan den IJssel aan het kiesdistrict Rotterdam en de gemeenten Montfoort, Snelrewaard en Willeskop aan het kiesdistrict Wijk bij Duurstede. Een gedeelte van het kiesdistrict Delft (de gemeente Moerkapelle) werd toegevoegd aan het kiesdistrict Gouda.